# Siemowit dobrzyński
Siemowit (Ziemowit) dobrzyński (ur. ok. 1265, zm. najpewniej w 1312) – od ok. 1287 r. samodzielny książę dobrzyński, w latach 1293–1295 w niewoli litewskiej, od 1300 lennik Wacława II, w latach 1303–1305 pozbawiony władzy, od 1306 r. dziedziczny lennik Polski.
Siemowit był piątym najmłodszym synem Kazimierza kujawskiego, a trzecim pochodzącym z jego małżeństwa Eufrozyną, księżniczką opolską. Po śmierci ojca w 1267 r. Siemowit znalazł się pod opieką matki, która w latach 1267–1275 sprawowała regencję w księstwie brzesko-dobrzyńskim. Od ok. 1287 r. w wyniku podziału Siemowit został udzielnym księciem dobrzyńskim. Rządy w nadgranicznym księstewku nie należały do najłatwiejszych, o czym najmłodszy Kazimierzowic przekonał się w 1293 r. dostając się do niewoli litewskiej, podczas najazdu tego bałtyckiego ludu. Z niewoli wydostał się dopiero dwa lata później, dzięki ucieczce. W czasie nieobecności Siemowita władzę w księstwie przejął Władysław Łokietek, który w 1295 r. oddał na powrót władzę młodszemu bratu. Po odzyskaniu wolności Siemowit zaczął prowadzić bardziej samodzielną politykę i ożenił się z Anastazją córką Lwa Halickiego. Małżeństwo to być może zresztą było inspirowane przez Władysława Łokietka. W 1300 r. wobec klęski polityki Władysława i koronacji Wacława II na króla Polski Siemowit złożył hołd Przemyślidzie. Prowadzona następnie polityka proczeska przyniosła w 1303 r. bunt własnych poddanych pod dowództwem Wojsława Trojdenowica. Stało się to zapewne z inspiracji zagorzałego przeciwnika rządów Wacława II – księcia Inowrocławia Leszka. Do władzy Siemowit został przywrócony dopiero w 1305 r. w wyniku pomocy wiernego księciu dworzanina Andrzeja z Krakowa. Po odzyskaniu księstwa Siemowit ostatecznie opowiedział się za polityką Władysława Łokietka i prawdopodobnie całkowicie mu się podporządkował. Siemowita, jako że posiadał on rozliczne kontakty ze swoimi najbliższymi sąsiadami – Krzyżakami, uważa się za pomysłodawcę projektu sprowadzenia zakonu do walki z najeźdźcami brandenburskimi na Pomorzu Gdańskim, co w ostatecznym rozrachunku jednak nie było najlepszą decyzją. W 1310 r. w związku z zaprzestaniem płacenia dziesięciny Siemowit i jego rodzina znaleźli się pod klątwą kościelną zdjętą dopiero po śmierci księcia w 1316 r. Siemowit dobrzyński zmarł najprawdopodobniej w 1312 r., chociaż starsza historiografia z Oswaldem Balzerem na czele optowała za wcześniejszym zgonem księcia w 1306 r. podczas wielkiego najazdu litewskiego na Dobrzyń. Obecnie pomysł ten, na skutek dotarcia do dokumentów poświadczających życie Siemowita po tej dacie, zarzucono. Nie wiadomo, gdzie Siemowit został pochowany. 
Z małżeństwa z Anastazją dochował się książę dobrzyński trzech synów: Leszka (jego istnienie w związku z pojawieniem się tylko w jednym źródle jest jednak wątpliwe), Władysława zwanego Garbatym, oraz Bolesława. Do 1316 r. regencję nad małoletnimi książętami sprawowała matka Anastazja wraz z Władysławem Łokietkiem.
| 4. Konrad I mazowiecki zm. 31 sierpnia 1247      |  |                                              |  |  |                                         |
|                                                  |  | 2. Kazimierz I kujawski zm. 14 grudnia 1267  |  |  |                                         |
| 5. Agafia Światosławówna zm. po 31 sierpnia 1247 |  |                                              |  |  |                                         |
|                                                  |  |                                              |  |  | 1. Siemowit dobrzyński zm. zapewne 1312 |
| 6. Kazimierz I opolski zm. 13 maja 1229 lub 1230 |  |                                              |  |  |                                         |
|                                                  |  | 3. Eufrozyna opolska zm. 4 listopada po 1291 |  |  |                                         |
| 7. Wiola opolska zm. 7 września 1251             |  |                                              |  |  |                                         |
|                                                  |  |                                              |  |  |                                         |